# Kaple Wagsberg
Kaple Wagsberg je římskokatolická kaple ve Wagsbergu, v Kronburgu v okrese Unterallgäu v Bavorsku. Je kulturní památkou.

## Popis
Kaple je malá stavba se sedlovou střechou a obdélníkovou lodí z 18. století. Uvnitř je plochý strop. Na obou stranách malé lodi je kulaté okno. Vchod byl postaven na západní straně.
V apsidě je dřevěná postava stojící Madony z konce 18. století. Z druhé poloviny 18. století pochází i dřevěná postava Krista. Ta se nachází v malém výklenku na severní straně a je uzavřena dřevěnou mříží. Sedátko je vyrobeno ze smrkového dřeva a pochází z druhé poloviny 18. století. Dvě spojené dřevěné figurky, obě z 18. století, zobrazují sv. Šebestiána a Petra Alcantara.